# Mölnbacka
Mölnbacka är en småort i Nedre Ulleruds distrikt (Nedre Ulleruds socken) i Forshaga kommun. Orten ligger en bit öster om Nedre Ulleruds kyrka utanför Deje på vägen mot Molkom. Mölnbacka ligger mellan två sjöar: Västra Örten och Lusten, och en fors som sedan gammalt kallas för Mölnbacka älv förbinder sjöarna. Vattnet rinner ut från Lusten igenom en gaffel kring ön, där man hittar Pannkakans naturreservat, och vidare till Klarälven.

## Historia
Det vattendrag (fors) som sedan gammalt kallas för Mölnbacka älv och förbinder sjöarna Västra Örten och Lusten kom att utgöra livsnerven för den järnhantering och träindustri som växte fram på platsen. De två första stångjärnshamrarna uppfördes i slutet av 1620-talet. En knipphammare och spikhammare tillkom i slutet av 1760-talet och ett valsverk kom till stånd 1796. Med sina två stångjärnshamrar, sin manufaktursmedja och sitt valsverk var bruket vid 1800-talets början ett av de största i Värmland. Valsverket lades ned 1840 men istället ökades smidesrättigheterna och en stålugn startades 1844.
Några nyanläggningar gjordes därefter inte, utan verksamheten dalade framåt 1890-talet, för att upphöra helt 1895, och verkstäderna revs. Samtidigt som järnhanteringen pågick fanns redan på 1600-talet också några kvarnar i drift. Brukets utveckling gick därefter i träindustrins tecken. Mölnbacka Trysil, som bildades 1873, var innehavare av vidsträckta skogar både i Norge och Sverige. På 1860-talet fanns vid Mölnbacka två sågar, en stor med två dubbelramar och en liten med två enkelramar. Sågverksrörelsen överflyttades 1881 till annan ort. Ett träsliperi (som är en anläggning för tillverkning av mekanisk pappersmassa) med tre slipverk uppfördes 1884 men lades ner i början av 1930-talet. Sliperiet revs till stora delar under 1930-talet, för att ge plats åt en modern kraftstation som fortfarande är i bruk. En kvarn inrättades också 1938 i en byggnad efter träsliperiet, och denna kvarn drevs ända in på 1970-talet, och finns fortfarande kvar till beskådande. Det sista monumentet av bruksepoken försvann när fabriksskorstenen fälldes den 8 juni 1937. Nämnas kan att Mölnbacka såg ut att gå mot en ny storhetstid i början av 1900-talet, då allvarliga planer fanns på att förlägga den sulfatfabrik till orten. Den byggdes sedan i Deje.
Del av Östanås herrgård i Älvsbacka revs ner och flyttades 1919 från Älvsbacka till Mölnbacka över de frusna Örtensjöarna, Östra Örten och Västra Örten, med häst och släde. Bygget stod klart 1920 och fick namnet Haga med Hagalunden. Det inreddes med matservering för tjänstemän och kontorspersonal.
Skogarna vid Mölnbacka ägs av Bergvik Skog AB med en fastighet på cirka 37 200 hektar, som igen delvis ägs av Stora Enso.
Här fanns konsumbutik när industrin drevs.

## Natur
Ursprunglig ekskog finns några ställen, annars är det huvudsakligen granskog. Vargar och lodjur kan ses vandra över sjöarna. Det är bra fiske med gädda, abborre, ål, lake, karpfiskar och även några lax och öring. 
Pannkakans naturreservat ligger på andra sidan om Lusten, väster om Mölnbacka. När hela Lusten översvämmas vid hög vattenföring i Klarälven, kan ett område vid Mölnbacka också fungera som produktivt område för översvämningsmyggor, särskilt de två översvämningsmyggorna Aedes sticticus och Aedes vexans. Efter klagomål på det stora antalet mygg som inkommit från boende i några områden i Deje fattade kommunen under 2010 beslut om att utreda vad man kan göra åt problemen.
Kattugglor är vanliga. År 2009 blev två emuer observerade, och senare filmade i skogen vid Mölnbacka. En teori som Mölnbackaborna har är att djuren kan härstamma från en uppfödare som hade emuer på 1990-talet.

## Näringsliv
På orten fanns år 2011 ett svetsföretag, ett företag inom it-service samt ett behandlingshem: Mölnbacka Ungdomshem. Bruksherrgården nyttjas i dag av Mölnbacka Ungdomshem. 
Västra Örten är uppdämd, och ett stort järnrör leder vatten över Mölnbacka älv, igenom ett kraftverk ned till Lusten. Mölnbacka har en brukshistoria inom järnhantering samt en bruksherrgård. 
Orten har lånat sitt namn till ett antal företag som är baserade där.

## Vatten och avlopp
Vattenverket i Mölnbacka förser cirka 30 hushåll med vatten. Det ligger bredvid herrgården Haga. Förbrukningen i Mölnbacka var cirka 30 kubikmeter per dygn år 2011. Vattnet är en grundvattentäkt och kommer från en bergborrad brunn som är 75 meter djup vid Haga 4. Under byggnaden finns en reservoar på 20 kubikmeter.
I vattenverket sker radonavskiljning som genom oxidation som kan reducera järn, mangan och radon. Det finns endast små förekomster av mangan naturligt. Behandlingen höjer även pH-värdet. Dessutom sker en UV-behandling. Inga kemikalier används. Vattnet i Mölnbacka är medelhårt, med cirka 6,5 °dH.
Biorotorer renar avloppsvatten i Mölnbacka, vid utloppet av Mölnbacka älv i Lusten. Verket med biorotorer renar vattnet med mekanisk och biologisk behandling. Inga kemikalier används.

## Kultur
Konstnären Arne Ericson var född och bodde i Mölnbacka, där han målade i huvudsak landskap, stilleben och porträtt i ett ganska hårt färgspråk. Flera av hans målningar visas i Mölnbacka Bygdegård.
En kulturstig går från Mölnbacka. Det är en 5 kilometer lång sträcka som passerar 15 platser av historiskt värde. På varje plats finns en skylt med text om platsen samt bilder från hur det såg ut där förr. Alla dessa platser har information på engelska. Vägen till kulturstigen börjar när man kommer till centrala Mölnbacka strax nedanför Mölnbacka herrgård. I korsningen med väg till Deje, Östra Deje och Molkom tar man vägen mot Östra Deje och åker cirka 100 meter. Då ligger startplatsen Åna rakt fram uppe på kullen vid Dammens södra kant.

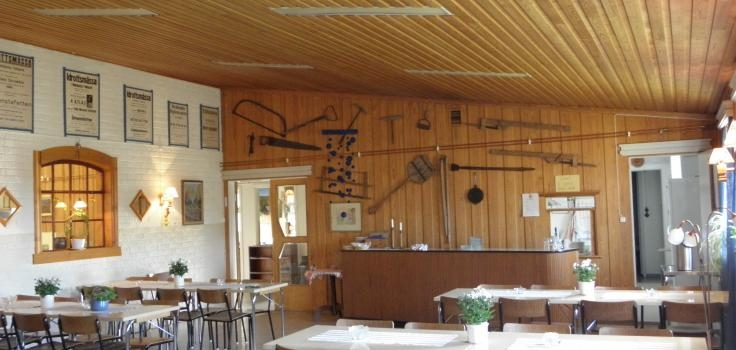
Kafé i Mölnbacka Bygdegård.

Det finns ett kafé om sommaren i Mölnbacka Bygdegård, som är öppet på onsdagar mellan klockan 10 och 13 med ett loppisbord. 

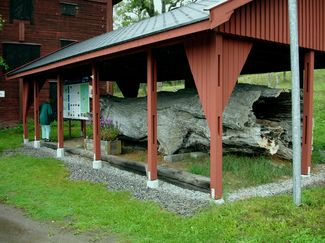
Från föra detta informationstavlan bredvid Gamla Eken: "Efter nästan ett tusen år med avlövning var den ärevördiga ek gammal och trött och lite ruttet inuti. Hon lade sig att vila April 27, 1971"

Här fanns stammen av en jätteek överbyggd med tak: tusenåriga eken. Den blev nedbränd år 2011. År 2007, vid idrottsföreningen Mölnbacka AIS - skidors 1-årsjubileum efter återuppståendet på valborgmässosaftonen den 30 april 2007, skedde avtäckning av informationstavlan vid den gamla tusenåriga eken. Informationstavlan handlar om Mölnbackas historia genom tiderna och sevärdheter i bygden. 
Mölnbacka AIS - skidor planerar en utställning med text och bild om hur människorna, bygden och bruket i Mölnbacka såg ut förr i tiden, och då kommer det också att finnas med mycket om idrotten från flydda tider. Ett bildspel kommer också att visas i samband med utställningen och vid denna visning skall det finnas med idrottsbilder. Det finns en bra dokumentation bevarad om Mölnbacka AIS verksamhet från 1944 och framåt i tiden.
Mölnbacka skogsäpple har sitt namn efter Mölnbacka bruk.

### Historik
Vid isbanan i Mölnbacka var det tidigare en plantskola. Det fanns två plantskolor i Mölnbacka; en låg nedanför Gamla Bruksmagasinet och den andra som kallades övre plantskolan låg alltså där julbocken nu finns och sträckte sig ända upp till den s.k. Krutkällaren. Plantskolan i Mölnbacka har anor ända sedan 1800-talet och här odlades bl.a. ett äppelträd som bar namnet ”Mölnbacka Skogs”. Det är en vinterfrukt vars träd fortfarande finns kvar på en del ställen i bygden. Men mest var det gran- och tallplantor som odlades fram till dess att verksamheten blev nedlagd 1960.

## Idrott
Det finns en idrottsförening: Mölnbacka AIS - skidor. Det körs upp skidspår över sjöarna. Här finns en fotbollsplan, som isläggs på vintern till skridskobana. Området var tidigare också start- och målplats när Mölnbacka AIS arrangerade sina allianstävlingar på skidor. 1963 var isbanan iordningställd och klar att tas i bruk och sedan kom också en barack på plats, som i dag används som styrketräningslokal och är flitigt utnyttjad.
I Västra Örten går det bra att bada.
En jaktskjutbana finns nära Mölnbacka.

## Klimat
Här nedan listas medeltemperatur och nederbörd för varje månad. Normalperioden är 1961-1990.
| Nummer | Månader   | Normal temperatur | Värmast temperatur | Kallast temperatur | Nederbörd |
| ------ | --------- | ----------------- | ------------------ | ------------------ | --------- |
| 1      | Januari   | -3,1 °C           | -0,3 °C            | -6,3 °C            | 9 mm      |
| 2      | Februari  | -3,2 °C           | 0,1                | -6,7 °C            | 6 mm      |
| 3      | Mars      | 0,0 °C            | 3,7 °C             | -3,6 °C            | 8 mm      |
| 4      | April     | 4,3 °C            | 9,0 °C             | -0,3 °C            | 8 mm      |
| 5      | Maj       | 10,5 °C           | 15,8 °C            | 5,0 °C             | 7 mm      |
| 6      | Juni      | 14,5 °C           | 19,5 °C            | 9,5 °C             | 8 mm      |
| 7      | Juli      | 16,7 °C           | 21,4 °C            | 11,7 °C            | 8 mm      |
| 8      | Augusti   | 15,5 °C           | 20,2 °C            | 10,9 °C            | 9 mm      |
| 9      | September | 11,0 °C           | 15,1 °C            | 7,0 °C             | 10 mm     |
| 10     | Oktober   | 6,5 °C            | 9,8 °C             | 3,3 °C             | 10 mm     |
| 11     | November  | 1,8 °C            | 4,4 °C             | -1,0 °C            | 11 mm     |
| 12     | December  | -1,7 °C           | 1,1 °C             | -5,0 °C            | 10 mm     |